# Bragadiru
Bragadiru est une ville du județ d'Ilfov, en Roumanie. Selon le recensement de 2011, elle comptait 15 329 habitants.

## Démographie
Lors du recensement de 2011, 90,79 % de la population se déclarent roumains et 1,75 % comme roms (0,64 % déclarent une autre appartenance ethnique et 8 % ne déclarent pas d'appartenance ethnique).

## Politique
| Parti | Parti                                      | Sièges |
| ----- | ------------------------------------------ | ------ |
|       | Parti national libéral (PNL)               | 12     |
|       | Parti social-démocrate (PSD)               | 3      |
|       | Alliance des libéraux et démocrates (ALDE) | 1      |
|       | Parti Mouvement populaire (PMP)            | 1      |